# Рабочая группа (Франция)
Рабочая группа (фр. Groupe ouvrier), также называлась «социалистическая группа» (фр. groupe socialiste) — французская социалистическая парламентская группа в Палате депутатов Третьей Республики.

## История
В Палате депутатов 3-го созыва (1881—1885) Кловис Гюг был единственным депутатом, считавшимся социалистом. Во время выборов 1885 года было избрано несколько других социалистов, чаще всего по радикальным спискам. Это были независимые социалисты, которые не принадлежали к основным социалистическим группам того времени (Французская рабочая партия (POF) Жюля Геда, Федерация социалистических рабочих Франции (FTSF) Поля Брусса, Центральный революционный комитет (CRC) Эдуара Вайяна).
По инициативе парламентария Антида Буайе эти независимые социалисты, к которым присоединились часть радикал-социалистов, решили сформировать парламентскую группу, отличную от группы крайне левых (радикал-социалисты). О создании социалистической рабочей группы было объявлено в конце 1885 года, а в январе 1886 года она была учреждена официально. Секретарём группы стал Буайе.
В марте газета Le Cri du peuple опубликовала манифест Группы социалистических рабочих депутатов, подписанный семью депутатами (Басли, Буайе, Камелином, Бриалом, Гюгом, Планто и Ипполитом Прюдоном). В нём излагаются цели парламентариев: полные решимости «защищать всеми законными средствами материальные и моральные интересы угнетённых наёмным трудом», они требуют, в частности, «национального и международного трудового законодательства», а также «социальных гарантий против безработица, болезней, несчастных случаев и старости. Однако это была скорее радикальная программа, чем социалистическая, поскольку социальные реформы находились лишь в конце текста, а приоритет имели политические.
После выборов 1885 года группу сохранить не удалось и она была воссоздана лишь в декабре 1887 года под названием «группа социалистических республиканских депутатов». В 1888 году группа разделилась из-за споров о буланжизме. Рабочая группа, реформированая после выборов 1889 года, исключила как буланжистов, так и «кадетистов».
Переименованная в Социалистический союз в 1893 году, группа объединила депутатов всех направлений французского социализма, от «революционеров» (POF, CRC) до «реформистов» (FTSF, POSR и независимых). Однако с декабря 1894 года депутаты-аллеманисты образовали собственную группу революционных социалистов.
Группа была реформирована после выборов 1898 года и уже в июне 1899 года пережила кризис из-за ухода революционеров, выступавших против вхождения независимого социалиста Александра Мильерана в новое правительство Вальдека-Руссо вместе с генералом Галифе, которого левые считали «палачом Коммуны». Ушедшие сформировали свою недолговечную революционную социалистическую группу из 26 депутатов. Однако в декабре 1899 года все депутаты-социалисты вновь объединились в парламентской группе Социалистической партии после общего съезда французских социалистических организаций, утвердившего принцип участия в правительстве в случае «исключительных обстоятельств».
В 1902 году стремление к объединению французских социалистов различных тенденции привело к созданию двух партий: Социалистической партии Франции (PSdF), объединившей революционеров вокруг Жюля Геда, и Французской социалистической партию (PSF), созданной реформистами во главе с Жаном Жоресом.
После выборов 1902 года революционеры и реформисты не пришли к согласию по отношению к правительству Комба. В то время как Жорес и PSF оказывали частичную поддержку Блоку левых, депутаты от PSdF отказывались от любого участия в «буржуазном правительстве». При открытии законодательного собрания социалистическая группа разделилась на две части, что привело к образованию группы революционных социалистов и группы парламентских социалистов.
В 1905 году после объединения PSF и PSdF и создания Французской секции Рабочего Интернационала (СФИО) большинство депутатов-социалистов вступили в Объединённую социалистическую группы. Около 15 депутатов из числа независимых социалистов, таких как Александр Мильеран или Аристид Бриан, выступавших против этого слияния, сохранили группу парламентских социалистов, которая стала основой будущей Республиканской социалистической партии.

## Численность
| Орган            | Год  | Название                                     | Депутаты  | Изм.  |
| ---------------- | ---- | -------------------------------------------- | --------- | ----- |
| Палата депутатов | 1886 | Социалистические рабочие депутаты            | 8 из 584  | Новая |
| Палата депутатов | 1887 | Социалистические республиканские депутаты    | 23 из 584 | ▲ 15  |
| Палата депутатов | 1889 | Рабочая группа                               | 14 из 573 | ▼ 1   |
| Палата депутатов | 1893 | Социалистический союз                        | 40 из 581 | ▲ 26  |
| Палата депутатов | 1898 | Социалистический союз                        | 37 из 620 | ▼ 3   |
| Палата депутатов | 1902 | Парламентская группа Социалистической партии | 37 из 620 | ▬     |